# Nielles-lès-Calais
Nielles-lès-Calais – miejscowość i gmina we Francji, w regionie Hauts-de-France, w departamencie Pas-de-Calais.
Według danych na rok 1990 gminę zamieszkiwało 175 osób, a gęstość zaludnienia wynosiła 70 osób/km² (wśród 1549 gmin regionu Nord-Pas-de-Calais Nielles-lès-Calais plasuje się na 1034. miejscu pod względem liczby ludności, natomiast pod względem powierzchni na miejscu 875.).